# Alien (saga cinematogràfica)
La saga d'Alien és una saga cinematogràfica de ciència-ficció i terror que relata la història de la tinent Ellen Ripley (protagonitzada per Sigourney Weaver) i la seva lluita contra una forma de vida extraterrestre, coneguda simplement com «l'alien» o xenomorf. La sèrie va començar el 1979 amb la pel·lícula de 20th Century Fox Alien, el vuitè passatger i a partir d'aquesta es van produir quatre seqüeles i dues preqüeles, igual que nombrosos còmics, llibres i videojocs basats en la franquícia.
Relacionades amb la sèrie estan les pel·lícules de Alien vs. Predator (Alien vs. Predator i Alien vs. Predator: Requiem), que es basen en la franquícia que fa la combinació de l'univers d'Alien amb el de la saga cinematogràfica de Predator.

## Pel·lícules

### Pel·lícules originals

#### Alien, el vuitè passatger(1979)

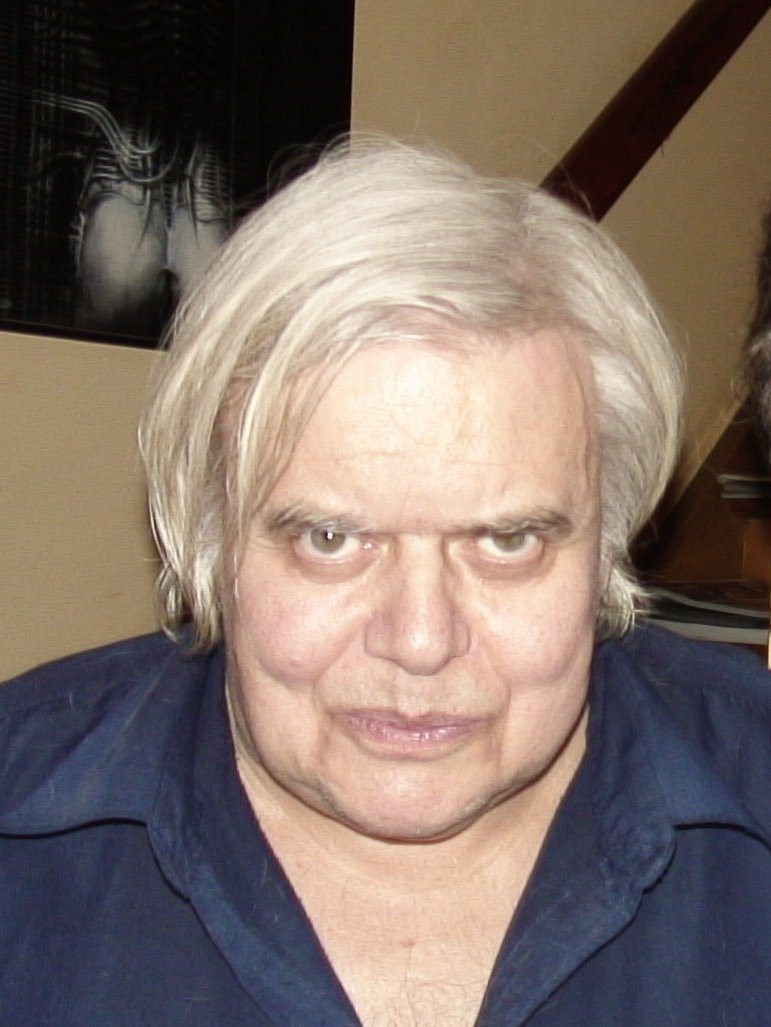
El pintor i escultor suís H.R. Giger va dissenyar la criatura de la sèrie, i també la icònica escena de l'interior de la nau extraterrestre abandonada que apareix a Alien, el vuitè passatger.

La nau espacial Nostromo visita un planetoide desolat després de rebre un senyal desconegut d'una nau extraterrestre abandonada i en ruïnes. Mentre la tripulació del Nostromo explora la nau, un d'ells troba el que sembla un niu d'ous, un d'ells s'obre i surt una criatura que s'adhereix a la seva cara i el deixa inconscient. Un temps després, el paràsit mor i el membre de la tripulació desperta, aparentment en bon estat de salut. Més tard, no obstant això, una criatura extraterrestre surt violentament del seu pit, matant-lo, i després de créixer ràpidament fins a 2,5 metres, comença a matar altres membres de la tripulació.
Després d'acabar la pel·lícula Dark Star (1974), Dan O'Bannon va pensar a expandir sobre algunes de les seves idees (especialment el concepte d'un «extraterrestre caçant a la tripulació d'una nau espacial a dins») i crear una pel·lícula de ciència-ficció i terror. El projecte va ser anomenat provisionalment Memory (lit. «memòria»). El guionista Ronald Shusett va col·laborar amb O'Bannon en el projecte, afegint elements d'un guió anterior d'O'Bannon anomenat Gremlins, en el qual els gremlins causaven desastres a bord d'un bombarder de la Segona Guerra Mundial i atemorien la seva tripulació. El duo va concloure el guió, inicialment anomenat Star Beast (lit. «bèstia estel·lar»), i O'Bannon es va adonar de la gran quantitat de vegades que la paraula Alien es repetia, per la qual cosa va nomenar la pel·lícula Alien. Els escriptors pensaven inicialment a fer una pel·lícula de baix pressupost, però l'èxit de La Guerra de les Galàxies va portar a Fox a invertir milions de dòlars en la producció.
En el guió original la nau té una tripulació composta exclusivament per homes (encara que en la secció de repartiment del guió s'indicava que tots els personatges eren unisex i que totes les parts eren «intercanviables entre homes o dones»), incloent al personatge de Ripley, que hagués estat protagonitzat per Tom Skerritt. Més endavant, quan els productors Alan Ladd Jr., Walter Hill i David Giler, van escoltar rumors que Fox estava treballant en altres projectes amb protagonistes femenines fortes, Sigourney Weaver va ser seleccionada per protagonitzar el paper d'Ellen Ripley i Skerrit es va convertir en el capità Dallas.
El pintor i escultor suís H.R. Giger va dissenyar al xenomorf adult i al facehugger, mentre que Moebius va crear els aspectes visuals dels vestits espacials i Ron Cobb va proveir gairebé tot el disseny en el set. Aquesta pel·lícula ha estat doblada al català.

#### Aliens, el retorn(1986)

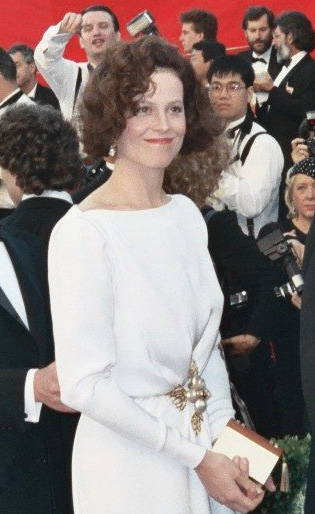
Sigourney Weaver (en la imatge) va ser nominada a un premi Óscar com millor actriu pel seu paper d'Ellen Ripley a Aliens, el retorn.

La tinent Ellen Ripley, l'única supervivent del Nostromo, desperta del hiperson 57 anys després dels esdeveniments d'Alien, el vuitè passatger a bord d'una nova estació espacial. Poc temps després, descobreix que el planetoide de la primera pel·lícula (ara conegut com a LV-426) és ara una colònia de terraformació. Quan es perd el contacte amb la colònia, Ripley acompanya a un esquadró d'infants de marina que es dirigeix a LV-426 a bord del Sulaco per investigar la situació.
Malgrat que la primera pel·lícula de la sèrie, dirigida per Ridley Scott, havia estat reeixida, Fox no va considerar fer una seqüela fins al 1983, quan James Cameron va expressar el seu interès a produir una continuació de la història d'Alien de David Giler. Després de l'èxit de la pel·lícula de Cameron, The Terminator, Cameron va rebre, al costat de Gale Anne Hurd, l'aprovació per dirigir i produir la seqüela d'Alien que seria llançada el 1986. Cameron va escriure el guió per la pel·lícula a partir d'una història que va desenvolupar juntament amb Giler i Walter Hill. Aquesta pel·lícula ha estat doblada al català.

#### Alien 3(1992)
A causa d'un incendi a bord del Sulaco, la nau en la qual Ripley i els supervivents d'Aliens es dirigien a la Terra des de LV-426, una de les càpsules de fuita és expulsada de la nau. La càpsula acaba caient al planeta refineria/presó Fiorina Fury 161, sent Ripley l'única supervivent. Sense que ella ho hagi sabut, un ou havia estat a bord de la nau en tot moment. Una vegada en terra, la criatura utilitza un bou com a hoste, neix a la presó i comença a matar tots els reus que troba. Ripley després descobreix que també hi ha una alien reina creixent dins d'ella.
Després de la segona pel·lícula, Aliens, el retorn, Weaver no estava interessada a tornar a la franquícia pel que els productors David Giler i Walter Hill van comissionar una tercera pel·lícula d'Alien sense el personatge de Ripley. La premissa era portar de tornada a Ripley per a un quart lliurament de la saga, però el president de Fox Joe Roth no va estar d'acord amb retirar al personatge, per la qual cosa Weaver finalment va ser contactada per a la seva participació en Alien 3.
Llançada el 1992, la pel·lícula va tenir problemes des d'un principi; sense si més no tenir el guió acabat i havent gastat un milió de dòlars abans de fer-ho, el director de videoclips de música pop David Fincher, el tercer director considerat per al film, va ser contractat per fer-se càrrec del projecte. Després que la producció va ser completada a finals de 1991, l'estudi va fer canvis en la pel·lícula sense involucrar o rebre el consentiment de Fincher. Giler, Hill i Larry Ferguson van escriure el guió, basant-se en una història d'un guió anterior escrit per Vincent Ward. Aquesta pel·lícula no ha estat doblada al català.

#### Alien: Resurrection(1997)
Dos-cents anys després dels esdeveniments de Alien 3, Ellen Ripley és clonada i una alien reina és extreta quirúrgicament del seu cos pel United Systems Military (lit. «exèrcit dels Sistemes Units»). L'exèrcit pretén criar xenomorfs per estudiar-los a bord de la nau espacial USM Auriga, usant humans raptats i portats a ells per mercenaris per usar-los com a «hostes» de les criatures. Encara que tenen èxit en la clonació de Ripley i el naixement dels xenomorfs, una vegada aquests arriben a edat adulta escapen de les seves gàbies provocant el caos dins de la nau; al mateix temps que Ripley i els mercenaris tracten d'escapar i destruir el Auriga abans que arribi a la seva destinació, la Terra.
Malgrat que la recepció d'Alien 3 entre els fans i els crítics no va ser bona, la pel·lícula va recaptar milions a nivell mundial i va provocar interès a Fox a continuar amb la franquícia. Això va portar al fet que el 1996 s'iniciés la producció del quart film de la saga, Alien: Resurrection. Malgrat que Ripley no va ser inclosa en el primer esborrany del guió, i Weaver no estava interessada a tornar a protagonitzar el rol, es va unir al projecte després que li oferissin un salari d'un milió de dòlars i major control creatiu (incloent la potestat d'aprovar al director Jean-Pierre Jeunet). El film, llançat el 1997, va experimentar un estès període de producció i, segons el guionista Joss Whedon, pràcticament van destruir el seu guió original en aquest procés. Aquesta pel·lícula no ha estat doblada al català.

### Preqüeles

#### Prometheus(2012)
Prometheus és una pel·lícula estrenada en el 2012, dirigida per Ridley Scott, el director d'Alien, el vuitè passatger. Si bé la pel·lícula no és una seqüela directa de cap de les pel·lícules anteriors de la sèrie, ni tampoc hi té xenomorfs, pren lloc en el mateix univers de la saga, anys abans dels esdeveniments dAlien, el vuitè passatger, i fa al·lusions a l'existència i origen de la criatura de les pel·lícules dAlien i a importants esdeveniments que involucren la corporació Weyland. La trama de la pel·lícula, que aporta la seva pròpia mitologia i idees, segueix la tripulació de la nau espacial Prometheus l'any 2094 en la seva exploració de les restes d'una avançada civilització extraterrestre i la recerca dels orígens de la humanitat. La pel·lícula es va estrenar el 8 de juny del 2012, als Estats Units, el 7 de juny en alguns països de l'Amèrica Llatina i el 3 d'agost a Espanya. Aquesta pel·lícula ha estat doblada al català.

#### Alien: Covenant(2017)
A mitjan 2014 es va confirmar el projecte d'una seqüela de Prometheus, el rodatge de la qual donaria inici finalment al febrer de 2016. Ridley Scott va donar a conèixer els detalls de la cinta que encara que inicialment portaria el títol d'Alien: Paradise Lost finalment es va al·ludir com a Alien: Covenant. Aquesta pel·lícula no ha estat doblada al català.

### Projectes futurs

#### Sèries de TV
A mitjan 2018 va sorgir el rumor que Fox prepara una suposada sèrie de televisió basada en Alien que podria ser anunciada al llarg de 2019, coincidint amb el 40è aniversari de la saga. La mateixa podria estar inspirada en el popular videojoc Aliens: Colonial Marines o Alien: Isolation, la protagonista del qual era la filla d'Ellen Ripley. A l'octubre de 2018 es va rumorejar que una plataforma de temps real, encara no identificada, hauria donat llum verda al projecte. El gener de 2019 Fox va confirmar la cancel·lació definitiva de la saga de preqüeles, la qual cosa va alimentar encara més el rumor que una possible sèrie de televisió estava en marxa.
Al febrer de 2019 HN Entertainment va desvetllar que s'estava treballant en dues sèries i no una, com s'havia especulat al principi, i que Ridley Scott estaria involucrat en almenys en una d'elles, com a productor executiu. Aquesta sèrie seria llançada per temps real per a la plataforma HULU. L'altra sèrie rebria el nom de Criat per llops i se centraria en els sintètics, i en aquest cas seria emesa per TNT. Dies després ING va assegurar que James Cameron estava treballant en alguna cosa relacionat amb Alien, i alguns ja el relacionen amb aquesta segona sèrie.

### Projectes cancel·lats

#### Preqüeles de Ridley Scott
Al principi, Ridley Scott havia proposat a Fox realitzar dues seqüeles més d'Alien: Covenant, que servirien d'enllaç per a Alien: el vuitè passatger. La primera havia de començar a filmar-se el 2018 i s'estrenaria presumiblement el 2019. No obstant això, després de la mala taquilla obtinguda per Alien: Covenant, Fox es va replantejar la continuació de la saga de preqüeles impulsada per Ridley Scott. El projecte es va complicar quan, el desembre de 2017, Disney va fer oficial la compra de 21st Century Fox per 52.000 milions d'accions. Finalment el gener de 2019 Fox va confirmar la cancel·lació definitiva de la saga de preqüeles.

#### Alien 5
A principis del 2015, el director de cinema Neill Blomkamp va publicar en el seu compte d'Instagram una sèrie de Concept Arts en les quals mostra la seva idea de com seria el cinquè lliurament de la franquícia si passés per les seves mans. Aquestes imatges van ser objecte de rumors fins que el 19 de febrer de 2015 20th Century Fox va confirmar que la idea de Blomkamp es durà a terme amb Sigourney Weaver de nou en el paper de la tinent Ripley. Dies després Ridley Scott va ser anunciat com a productor del projecte.
Es va rumorejar la inclusió de Michael Biehn com el Cap Dwayne Hicks. A principis de març del 2015, Weaver va declarar que Alien 5 «trencarà amb el passat de la saga» en situar-se després de Aliens: el retorn (1986), ignorant Alien³ (1992) i Alien: Resurrection (1997). El 23 de març de 2015, Blomkamp va afirmar que va modificar el guió perquè la seva història no interferís amb la de Alien: Covenant (2017). No obstant això, aquest projecte va quedar cancel·lat a causa que la productora va entrar a prioritzar el film de Ridley Scott fins que iniciessin les filmacions. Finalment a decisió de donar suport a la continuïtat de l'Univers creat per Riddley Scott, Alien 5 no va veure la llum i va ser descartada.

### Pel·lícules relacionades amb l'Univers Alien que no formen part del cànon

#### Alien vs. Predator(AVP) (2004)
Ambientada el 2004, la pel·lícula segueix a un grup de paleontòlegs, arqueòlegs i d'altres, reunits pel multimilionari Charles Bishop Weyland (Lance Henriksen) per a una expedició prop de l'Antàrtida per investigar un senyal de calor misteriosa. Weyland espera per reclamar com a seu la troballa, i el seu grup descobreix una piràmide sota la superfície d'una abandonada estació de caça de balenes. Els jeroglífics i escultures revelen que la piràmide és un vedat de caça pels Predators que maten als aliens com un ritu de pas. Els éssers humans estan atrapats enmig d'una batalla entre les dues espècies i han d'evitar que els Aliens arribin a la superfície.
La pel·lícula dirigida per Paul W. S. Anderson i produïda per 20th Century Fox és hereva de la influència de les sèries cinematogràfiques iniciades amb les pel·lícules Alien (1979) i Predator (1987), a partir d'un concepte originat en un còmic de Dark Horse de 1989. Anderson i Shane Salern en adaptar el guió van estar influïts per la mitologia asteca, la sèrie de còmics i els escrits d'Erich von Däniken. El film va rebre elogis pels seus efectes especials i escenografia, a més va ser un èxit en taquilles, recaptant més de 172 milions de dòlars davant del seu pressupost de producció de $60 milions.
El primer actor a formar part de l'elenc en Alien vs Predator va ser Lance Henriksen, que va interpretar el personatge de Bishop a Aliens i Alien³. Encara que la pel·lícula de Alien està feta 150 anys en el futur, Anderson volia mantenir la continuïtat de la sèrie incloent un actor conegut. Henriksen interpreta al milionari Charles Bishop Weyland, un personatge relacionat amb Weyland-Yutani Corporation. D'acord amb Anderson, Weyland s'inicia amb el descobriment de la piràmide, així com seran els creadors dels models androides de Weyland-Yutani Corporation en la pel·lícula Alien; "quan l'androide de Bishop és creat 150 anys després, està fet amb la cara del fundador. És com si Microsoft construís un androide 100 anys després, i que tingués la cara de Bill Gates". Aquesta pel·lícula ha estat doblada al català.

#### Alien vs. Predator 2: Requiem(2007)
Seqüela de la pel·lícula del 2004, que va sortir als cinemes el 2007 i que mostra com una nau Predator s'estavella contra la Terra després que un Predalien (híbrid d'un Alien i un Predator) aniquilés a la tripulació. Un últim supervivent de la nau aconsegueix enviar un comunicat al seu planeta abans de morir, començant així una lluita entre els Aliens i el Predalien contra el Predator que vol aniquilar per complet qualsevol rastre de vida Alien. Aquesta pel·lícula no ha estat doblada al català.

### Pel·lícula derivada

#### Alien: Romulus(2024)
El març de 2022, The Hollywood Reporter va informar que Hulu estrenaria una nova pel·lícula Alien, separada de les pel·lícules anteriors, que seria dirigida per Fede Álvarez i produïda per Ridley Scott. Álvarez va presentar la idea a Scott anys abans. Cailee Spaeny es va anunciar que estaria en converses per al paper principal a partir del novembre d'aquell any. Sota el títol de treball Alien: Romulus, el rodatge estava programat per començar el 6 de febrer de 2023 als Origo Studios de Budapest, Hongria. El març de 2023, Isabela Merced es va unir a Spaeny en un paper no revelat. La data oficial del rodatge es va fixar per al 9 de març. Es va estrenar als cinemes el 16 d'agost de 2024.

## Recepció crítica

### Taquilla
| Pel·lícula                                                           | Data de llançament     | Recaptació      | Recaptació      | Recaptació        | Rànquing     | Rànquing | Pressupost          | Referències   |
| Pel·lícula                                                           | Data de llançament     | Estats Units    | Estranger       | Mundial           | Estats Units | Mundial  | Pressupost          | Referències   |
| -------------------------------------------------------------------- | ---------------------- | --------------- | --------------- | ----------------- | ------------ | -------- | ------------------- | ------------- |
| Alien, el vuitè passatger                                            | 25 de maig de 1979     | USD 80.931.801  | USD 24.000.000  | USD 104.931.801   | #917         | N/A      | USD 11.000.000      | [ 39 ] [ 40 ] |
| Aliens, el retorn                                                    | 18 de juliol de 1986   | USD 85.160.248  | USD 45.900.000  | USD 131.060.248   | #847         | N/A      | USD 18.500.000      | [ 41 ] [ 42 ] |
| Alien 3                                                              | 22 de maig de 1992     | USD 55.473.545  | USD 104.340.953 | USD 159.814.498   | #1467        | N/A      | USD 50.000.000      | [ 43 ]        |
| Alien Resurrection                                                   | 26 de novembre de 1997 | USD 47.795.658  | USD 113.580.410 | USD 161.376.068   | #1722        | N/A      | USD 70.000.000      | [ 44 ]        |
| Alien vs Predator                                                    | 13 d'agost de 2004     | USD 80.282.231  | USD 92.262.423  | USD 172.544.654   | #923         | N/A      | USD 60.000.000      | [ 45 ]        |
| Aliens vs Predator: Requiem                                          | 25 de desembre de 2007 | USD 41.797.066  | USD 87.087.428  | USD 128.884.494   | #1958        | N/A      | USD 40.000.000      | [ 46 ]        |
| Prometheus                                                           | 8 de juny de 2012      | USD 126.477.084 | USD 276.877.385 | USD 403.354.469   | #475         | #267     | USD 130.000.000     | [ 47 ]        |
| Alien: Covenant                                                      | 19 de maig de 2017     | USD 74.262.031  | USD 166.629.732 | USD 240.891.763   | #1026        | #584     | USD 97.000.000      | [ 47 ]        |
| Total                                                                | Total                  | USD 592.179.664 | USD 910.678.331 | USD 1.502.857.995 | #40          | #28      | (I) USD 476.500.000 | N/A           |
| Indicador(s) de llista(es) - (I) Dades segons informació disponible. |                        |                 |                 |                   |              |          |                     |               |

### Ressenyes i premis
| Pel·lícula                 | Rotten Tomatoes     | Rotten Tomatoes        | Rotten Tomatoes    | Metacritic        | CinemaScore        | IMDb               | FilmAffinity       |
| Pel·lícula                 | General             | Crítics més importants | Audiència          | Metacritic        | CinemaScore        | IMDb               | FilmAffinity       |
| -------------------------- | ------------------- | ---------------------- | ------------------ | ----------------- | ------------------ | ------------------ | ------------------ |
| Alien                      | 97% (105 ressenyes) | 87% (23 ressenyes)     | 94% (458.149 vots) | 83 (22 ressenyes) | -                  | 8.5 (591.827 vots) | 8.0 (110.955 vots) |
| Aliens                     | 98% (66 ressenyes)  | 93% (15 ressenyes)     | 94% (428.248 vots) | 84 (22 ressenyes) | 8.4 (508.853 vots) | 7.3 (76.954 vots)  |                    |
| Alien 3                    | 46% (48 ressenyes)  | 44% (9 ressenyes)      | 47% (338.488 vots) | 59 (20 ressenyes) | C                  | 6.4 (216.468 vots) | 5.9 (50.329 vots)  |
| Alien: Resurrecció         | 55% (73 ressenyes)  | 61% (18 ressenyes)     | 38% (262.955 vots) | 63 (21 ressenyes) | B-                 | 6.3 (177.493 vots) | 5.6 (49.245 vots)  |
| Alien vs Predator          | 20% (144 ressenyes) | 7% (29 ressenyes)      | 39% (430.293 vots) | 29 (21 ressenyes) | B                  | 5.6 (152.361 vots) | 4.5 (20.439 vots)  |
| Alien vs Predator: Requiem | 11% (70 ressenyes)  | 27% (11 ressenyes)     | 30% (212.127 vots) | 29 (14 ressenyes) | C                  | 4.7 (97.367 vots)  | 3.7 (10.395 vots)  |
| Prometheus                 | 73% (287 ressenyes) | 69% (52 ressenyes)     | 68% (262 277 vots) | 64 (43 ressenyes) | B                  | 7.0 (470.028 vots) | 5.7 (59.536 vots)  |
| Alien: Covenant            | 66% (334 ressenyes) | 75% (48 ressenyes)     | 56% (62.916 vots)  | 65 (52 ressenyes) | B                  | 7.0 (34.867 vots)  | 6.0 (4.289 vots)   |
| Total                      | 58%                 | 58%                    | 58%                | 60                | B-                 | 6 7                | 5 8                |

Alien, el vuitè passatger va ser nominada a dos premis de l'acadèmia, guanyant el guardó per «millors efectes visuals». Aliens, el retorn va rebre set nominacions, incloent «millor actriu» per a Sigourney Weaver, i va guanyar premis per «millors efectes visuals» i «millors efectes de so». Alien3 també va ser nominada per al premi per «millors efectes visuals».
El 2008, IGN va nomenar a Alien com la tretzena millor franquícia de pel·lícules de la història. Alien, el vuitè passatger també ha estat induïda al Registre Nacional de Cinema de la Biblioteca del Congrés dels Estats Units per a preservació històrica com una pel·lícula que és «cultural, històrica o estèticament significativa». L'American Film Institute va nomenar a Alien, el vuitè passatger com la sisena pel·lícula estatunidenca més emocionant i la setena millor del gènere de ciència-ficció dels últims 100 anys, mentre que en el rànquing d'herois i vilans, Ripley es troba en el lloc número vuit entre els herois i el xenomorf és el catorzè entre els vilans.

## Llançament en formats domèstics
Hi ha hagut desenes de llançaments de les pel·lícules per separat en diversos formats, incloent Beta, VHS, Laserdisc i DVD. Quant al format Blu-ray, solament la compilació de la sèrie, que inclou diverses versions de cada pel·lícula, ha estat llançada (el paquet inclou vuit versions diferents, vegeu Alien Antholgy més avall).
Va haver-hi llançaments en format Laserdisc de les versions de sala de les pel·lícules en forma separada, igual que dues caixes recopilatòries que solament contenien una pel·lícula (va haver-hi dos llançaments per separat, un per Alien, el vuitè passatger i un altre per Aliens, el retorn) però comptaven amb una gran quantitat de material extra i un cost d'aproximadament de 100 dòlars. El film Aliens, el retorn incloïa una nova «edició especial» de la primera pel·lícula completada per James Cameron exclusivament per a aquest llançament, la qual estenia en forma significativa la versió de sala cinematogràfica de Alien, el vuitè passatger.
En els llançaments en DVD, les pel·lícules van estar, al principi, disponibles solament en caixes recopilatòries (vegeu Alien Legacy més a baix) però després van ser llançats en forma separada (Aliens, el retorn solament va tenir en el primer llançament en DVD la «edició especial» i no la versió teatral original). El mateix patró es va continuar quan les edicions especials de dos discos de les pel·lícules van ser llançades després d'Alien Quadrilogy (vegeu més avall), amb cada pel·lícula sent llançada en forma individual en les versions de dos discos incloses en aquesta caixa compilatoria. Des de llavors, hi ha hagut múltiples llançaments de les pel·lícules, tant de les seves versions de sala o esteses, encara que alguns llançaments individuals de les pel·lícules han inclòs ambdues versions.
A més dels llançaments de cada pel·lícula per separat, hi ha hagut set caixes compilatòries de la sèrie completa en diferents moments de la seva història. Amb l'excepció de la versió en DVD de l'Alien Triple Pack, cada llançament incloïa totes les pel·lícules que havien sortit al moment del seu llançament. Les set caixes compilatòries van tenir característiques úniques que després van ser reutilitzades en altres caixes o llançaments per separat en una forma o una altra, més notablemnte la compilació en Blu-ray que inclou un arxiu detallat de diversos llançaments anteriors, incloent les caixes compilatòries en Laserdisc.
- Alien Triple Pack (versió VHS), llançada en VHS el 1992, inclou les primeres dues pel·lícules de la sèrie i una tercera cinta amb una prèvia de 23 minuts d'Alien 3, la qual es va estrenar poc temps després en cinemes.[72] (No confondre amb la compilació en DVD de 2008 del mateix nom, vegeu avall.)
- Alien Trilogy, llançada en VHS el 1993, és un paquet de tres cintes de les versions de sala originals d'Alien, el vuitè passatger, Aliens, el retorn i Alien 3.[73]
- Alien Saga, va ser una versió de Laserdisc exclusiva pel Japó que contenia les tres primeres pel·lícules, llançada el 1999.[74] (una versió pels Estats Units va ser cancel·lada a causa que els DVD estaven desplaçant ràpidament el molt més petit mercat domèstic del Laserdisc en aquest país).[75]
- Alien Legacy, va ser una compilació de quatre volums llançada tant en format DVD i VHS el 1999 que incloïa la «edició especial» d'Aliens, el retorn del Laserdisc de 1991 (per primera vegada en un altre format), les versions de sala de les altres tres pel·lícules, i en la versió en DVD es van crear diversos materials suplementaris a més de diversos altres que van ser reutilitzats de la versió de Laserdisc.[76]
- Alien Quadrilogy, llançada exclusivament en format DVD el 2003, considerada una de les compilacions més exhaustives de l'era del DVD en termes de contingut i material extra, inclou nou discos: quatre discos (un disc cadascuna) per a les versions de sala i esteses de cada pel·lícula (noves versions de 2003 dAlien, el vuitè passatger, Alien 3 i Alien: Resurrection i l'«edició especial» dAliens, el retorn llançada el 1991), quatre discos amb material específic de cada pel·lícula i un disc extra amb documentals i un altre de material suplementari.[77][78]
  - Les pel·lícules van ser re-llançades en forma individual en paquets de dos discos com a part de la «Sèrie de Col·leccionistes» de 20th Century Fox.
- Alien Triple Pack (versió DVD), llançada en DVD el 2008, és un paquet de tres discos que inclou les versions de sala dAlien, el vuitè passatger i Alien 3, a més de l'«edició especial» dAliens, el retorn, tornant a usar el mateix nom de la compilació de VHS de 1992 (aquest va ser un llançament inusual en el qual Alien: Resurrection no va ser inclosa, fent d'aquesta la primera compilació en la qual la pel·lícula no era inclosa després del seu llançament al cinema).[79]
- Alien Anthology, és un llançament exclusiu de 2010 per a Blu-ray de sis discos que inclou dues versions de cada pel·lícula (de sala i les mateixes edicions esteses usades en la caixa compilatòria de 2003 Alien Quadrilogy - amb excepció del treball addicional fet el 2003 a Alien 3 que incloïa l'enregistrament mal fet de les veus d'alguns dels actors originals de la pel·lícula per a unes escenes noves que havien estat inserides)[80] i pràcticament tot el contingut extra d'anteriors llançaments (incloent un arxiu de l'edició especial de la caixa compilatoria en Laserdisc amb totes les galeries d'imatges i un altre contingut inèdit). Igual que en Quadrilogy, les dues versions de cada pel·lícula estan carregades en un mateix disc, mentre que la capacitat d'emmagatzematge del Blu-ray va permetre que el contingut especial que es trobava en els altres cinc DVD fos inclòs en els altres dos discos de la compilació, els quals inclouen aproximadament 60 hores de vídeo i 12.000 imatges.[81]
- Prometheus To Alien : The Evolution, llançament el 5 de desembre de 2012 amb 9 discos en Blu-ray i 5 en la versió DVD. Incloïa en la seva versió Blu-ray "Prometheus 3D", "Prometheus 2D", disc d'extres, Alien: El Vuitè Passatger (Ridley Scott, 1979) en les seves edició cinematogràfica i el muntatge del director de 2003, Aliens (James Cameron, 1986) en la seva edició de cinemes i l'especial de 1991, Alien 3 (David Fincher, 1992) en la seva versió de cinemes i l'especial de 2003 i Alien Resurrection (Jean-Pierre Jeunet, 1997) també en l'edició original i l'especial de 2003 i dues dicos d'extres el que fan els 9 discos, amb 65 hores de material extra.

## Seqüeles
Hi ha hagut un important nombre de spin-offs en altres mitjans a més d'un gran nombre de crossovers dins de l'univers d'Alien. Entre ells es troben:

### Pel·lícules
Alien vs Predator (AVP) (2004) és una pel·lícula dirigida per Paul W. S. Anderson i produïda per 20th Century Fox. Hereva de la influència de les sèries cinematogràfiques iniciades amb les pel·lícules Alien (1979) i Predator (1987), a partir d'un concepte originat en un còmic de Dark Horse de 1989. Anderson i Shane Salern en adaptar el guió van estar influïts per la mitologia asteca, la sèrie de còmics i els escrits de Erich von Däniken. Va ser estrenada el 13 d'agost de 2004, a l'Amèrica del Nord i va rebre elogis pels seus efectes especials i escenografia, a més va ser un èxit en taquilles, recaptant més de 172 milions de dòlars en contra del seu pressupost de producció de $ 60 milions, convertint-la en el film més reeixit de la saga de Predator i el segon més taquiller de la saga dAlien només per darrere dAliens: el retorn (1986).
L'èxit comercial de la pel·lícula va donar lloc a una seqüela el 2007 titulada Aliens vs. Predator: Requiem dirigida pels Germans Strause, la qual va ser un fracàs comercial i de crítica, a més de trencar amb tota la mitologia de la sèrie Alien.

### Novel·les
A més de la novel·lització de les quatre pel·lícules (incloent les novel·les de les primeres tres, escrites per Alan Dean Foster), hi ha hagut una sèrie de novel·les basades en la sèrie:
- Novelizaciones de les pel·lícules:
  - Alien, el vuitè passatger per Alan Dean Foster, Warner Books, juny de 1979, ISBN 0-446-82977-3
  - Aliens, el retorn per Alan Dean Foster, Warner Books, juny de 1986, ISBN 0-446-30139-6
  - Alien 3 per Alan Dean Foster, Warner Books, juny de 1992, ISBN 0-446-36216-6
  - Alien: Resurrection per A. C. Crispin, Aspect Books, desembre de 1997, 0-446-60229-9
- Basades en la sèrie Aliens:
  - Earth Hive (per Steve Perry, Bantam, octubre de 1992, ISBN 0-553-56120-0)
  - Nightmare Asylum (per Steve Perry, Bantam, maig de 1993, ISBN 0-553-56158-8)
  - The Female War (per Steve Perry i Stephani Perry, Bantam, agost de 1993, ISBN 0-553-56159-6)
  - Genocide (per David Bischoff, Bantam, gener de 1994, ISBN 0-553-56371-8)
  - Alien Harvest (per Robert Sheckley, Bantam Spectra, de 1995, ISBN 0-553-56441-2)
  - Rogue (per Dean Wesley Smith & Kristine Kathryn Rusch, tots dos escrivint com Sandy Schofield, Bantam Spectra, 1995, ISBN 0-553-56442-0)
  - Laporrinth (per Stephani Perry, Bantam Spectra, 1996, ISBN 0-553-57491-4)
  - Music of the Spears (per Yvonne Navarro, Bantam Spectra, de 1996, ISBN 0-553-57492-2)
  - Berserker (per Stephani Perry, Bantam Spectra, 1998, ISBN 0-553-57731-X)
  - Original Sense[82] (per Michael Jan Friedman, DH Press, octubre de 2005, ISBN 1-59582-015-9)
  - DNA War[83] (per Diane Carey, DH Press, maig de 2006, ISBN 1-59582-032-9)
  - Cauldron[84] (per Diane Carey, DH Press, maig de 2007)[85]
  - Steel Egg[86] (per John Shirley, DH Press, octubre de 2007, ISBN 1-59582-114-7)
  - Criminal Enterprise[87] (per Stephani Perry, DH Press, gener de 2008, ISBN 1-59582-003-5)
  - No Exit[88] (per Brian Evenson, DH Press, juliol de 2008, ISBN 1-59582-004-3)

### Còmics
Alien ha estat part de nombrosos còmics, entre ells:
- Alien:The Illustrated Story;
- Aliens;
- Alien Loves Predator, un webcomic satíric;
- Aliens vs. Predator;
- Aliens vs. Predator vs. The Terminator;
- Batman/Aliens;
- Green Lantern Versus Aliens;
- Judge Dredd vs. Aliens;
- Superman vs. Aliens;
- Superman & Batman vs. Aliens & Predator;
- WildC.A.T.s/Aliens.

### Videojocs
L'univers d'Alien, igual que els xenomorfs, han estat l'objecte de molts videojocs des de la dècada de 1980 fins a l'actualitat. El primer joc basat en la franquícia va ser Alien per l'Atari 2600 el 1982, un joc basat en gran part en Pac-Man. Un joc d'estratègia basat en la primera pel·lícula va ser llançat el 1984.
Aliens, el retorn va ser adaptada en quatre videojocs diferents, un shoot 'em up arcade fet per Konami, una col·lecció de minijocs desenvolupats per Activision, un joc de trets en primera persona de Software Studios, i un joc de plataformes d'Square.
Acclaim va crear tres jocs diferents basats en Alien3, dos jocs de plataforma estil Contra (un per a diverses plataformes el 1992, i un altre pel SNES un any després) i un joc d'aventura per a Game Boy el 1993. Sega també va llançar un joc arcade de pistola de llum el 1993 anomenat, Alien 3: The Gun.
Un dels últims jocs basats en una pel·lícula d'Alien va ser Alien Resurrection l'any 2000, un first-person shooter per a PlayStation.
Altres jocs d'Alien inclouen el d'aventura de Mindscape, Aliens: A Comic Book Adventure de 1995, el joc FPS d'Acclaim, Alien Trilogy el 1996, el FPS Aliens Online el 1998, el joc d'acció per Game Boy Color Aliens: Thanatos Encounter de 2001, i el joc per a dispositius mòbils Aliens: Unleashed de 2003. L'últim joc de Alien va ser llançat el 2006, el joc arcade Aliens: Extermination.
El 1994, Atari va llançar el videojoc de trets en primera persona desenvolupat per Rebellion, Alien vs Predator per l'Atari Jaguar, en el qual el jugador podia triar jugar com un infant de marina, un Predator o un xenomorf. Anys després Rebellion va desenvolupar Aliens versus Predator per a PC. Aquest va ser seguit, entre d'altres, per Aliens versus Predator 2 i l'expansió Aliens versus Predator 2: Primal Hunt. Una reedició dels jocs AvP, novament desenvolupada per Rebellion i publicada per Sega, Aliens vs. Predator va ser llançada l'any 2010. Sega també va llançar el joc de Nintendo DS, Aliens: Infestation, a l'octubre de 2011.
El desembre de 2006, Sega va arribar a un acord amb Fox Licensing per llançar dos jocs nous basats en la franquícia d'Alien per a PC, Xbox 360 i PS3. Solament un dels jocs de l'acord inicial va ser llançat, un videojoc de trets en primera persona de Gearbox Software, Aliens: Colonial Marines. El joc va ser llançat el 12 de febrer de 2013 amb qualificacions abismals tant per part dels usuaris com de la premsa especialitzada.
A l'octubre de 2014, Sega va acabar llançant un segon joc basat en la franquícia Alien, aquesta vegada un joc de survival horror desenvolupat per The Creative Assembly titulat Alien: Isolation. A diferència dels anteriors videojocs basats en la franquícia, aquest no és un joc d'acció, sinó que segueix línies similars als ambients oferts en les pel·lícules Alien, el vuitè passatger i Alien 3.
El gener de 2019 Fox va confirmar que estava treballant en diversos videojocs d'Alien. El primer a anunciar-se va ser Alien: Blackout, un joc de survival horror per a mòbils que té com a protagonista a Amanda Ripley i segueix el fil d'Alien: Isolation; la trama es desenvolupa en una estació espacial de la Weyland-Yutani, i en aquesta ocasió Ripley ha de guiar a una tripulació mentre són perseguits per la criatura. D'altra banda, també es va confirmar que shi havia en desenvolupament un MMO per a PC i consoles.

## Al món acadèmic
El personatge de Bishop (Aliens, el retorn i Alien 3) ha estat subjecte d'anàlisi literària i filosòfica com un important personatge androide que s'apega a les Tres lleis de la robòtica de l'autor de ciència-ficció Isaac Asimov, així com un model d'una màquina dòcil i potencialment autoconscient. La representació dels androides en la franquícia de Alien —Ash a Alien, el vuitè passatger, Bishop a Aliens, el retorn, i Call (Winona Ryder) a Alien: Resurrection— ha estat estudiada per les implicacions en les relacions dels éssers humans en presència d'un "Altre", ja que Ripley els tracta amb por i sospita, i una espècie de «racisme d'alta tecnologia i apartheid androide»" existeix al llarg de la sèrie. Això és vist com a part d'una tendència tecnòfoba en pel·lícules d'abans dels anys 1990, amb el rol de Bishop sent especialment important ja que ell es redimeix al final d'Aliens, el retorn, confonent les expectatives de Ripley.